# Icons of Evil
| Recensione   | Giudizio |
| ------------ | -------- |
| Allmusic     |          |
| Blabbermouth |          |

Icons of Evil è il sesto album della band death metal statunitense Vital Remains. 
Pubblicato il 3 aprile del 2007 dalla Century Media Records. La sample Where is Your God Now è stata influenzata dai film La passione di Cristo diretto da Mel Gibson e da L'esorcista di William Peter Blatty. È l'ultimo album della band ad avere Glen Benton alla voce e Dave Suzuki alla chitarra.
la copertina dell'album è una caricatura di una scena del film La passione di Cristo dove Gesù è inchiodato su una croce.

## Tracce
- Tutte le tracce sono state scritte da Tony Lazaro e Dave Suzuki

1. Where Is Your God Now – 1:54
2. Icons of Evil – 7:35
3. Scorned – 8:42
4. Born to Rape the World – 8:11
5. Reborn... the Upheaval of Nihility – 7:43
6. Hammer Down the Nails – 6:12
7. Shrapnel Embedded Flesh – 6:48
8. Til Death – 9:14
9. In Infamy – 6:17
10. Disciples of Hell (Cover di Yngwie Malmsteen) – 4:54

## Formazione
- Glen Benton - voce
- Dave Suzuki - chitarra solista, basso, batteria
- Tony Lazaro - chitarra ritmica